# Rivière McKenzie (rivière Fraser)
Pour les articles homonymes, voir Rivière McKenzie (homonymie) et McKenzie.
La rivière McKenzie est un affluent de la rivière Fraser, coulant dans la municipalité de Latulipe-et-Gaboury, dans la municipalité régionale de comté (MRC) de Témiscamingue, dans la région administrative de l’Abitibi-Témiscamingue, au Québec, au Canada.
La rivière McKenzie coule en territoire forestier et agricole. La foresterie et l’agriculture constituent les principales activités économiques de ce bassin versant ; les activités récréotouristiques, en second.
Annuellement, la surface de la rivière est habituellement gelée de la mi-novembre à la mi-avril, toutefois la circulation sécuritaire sur la glace se fait généralement de la mi-décembre à la fin mars.

## Géographie
La rivière McKenzie prend sa source à l’embouchure du lac Legrand (longueur : 2,2 km ; largeur : 0,4 km ; altitude : 286 m) dans la municipalité de Latulipe-et-Gaboury.
L’embouchure du lac Legrand est localisée à :
- 11,0 km au sud-est de l’embouchure de la rivière McKenzie ;
- 30 km à l'est du lac Témiscamingue (soit au nord de Saint-Édouard-de-Fabre) ;
- 33,5 km à l'est de l’embouchure du Lac des Quinze (Témiscamingue) (Centrale des Rapides-des-Quinze) sur la rivière des Outaouais ;
- 14,8 km au sud-est du centre du village de Latulipe-et-Gaboury ;
- 32,8 km au sud-est du lac Simard (Témiscamingue).

Les principaux bassins versants voisins sont :
- côté nord : lac des Quinze, lac Grassy, rivière des Outaouais ;
- côté est : rivière Fraser, rivière Blondeau, rivière aux Sables, rivière Guillet ;
- côté sud : rivière des Lacs, lac Ostaboningue, rivière Saint-Amand, rivière Laverlochère, lac Kipawa, rivière des Outaouais ;
- côté ouest : rivière Laverlochère, rivière à la Loutre, lac Témiscamingue.

À partir de l’embouchure du lac Legrand (situé au nord du lac), la rivière McKenzie coule sur 18,1 km selon les segments suivants :
- 4,4 km vers le nord en traversant le lac McNab (longueur : 1,4 km sur sa pleine longueur ; altitude : 286 m), puis le lac McKenzie (longueur : 1,4 km sur sa pleine longueur ; altitude : 281 m), jusqu’à son embouchure ;
- 13,7 km vers le nord-ouest en traversant quelques zones de marais, puis le nord-est en zone agricole, jusqu'à l’embouchure de la rivière[2].

La rivière McKenzie se décharge sur la rive sud-ouest de la rivière Fraser laquelle coule vers le nord-ouest jusqu’à la rive est de la baie Gillies ; cette baie constitue une extension vers le sud du lac des Quinze lequel est traversé vers le sud-ouest, puis le nord-ouest, par la rivière des Outaouais.
Cette embouchure de la rivière McKenzie est située à :
- 4,3 km au sud-est de l’embouchure de la rivière Fraser ;
- 21,2 km au sud-est du Centrale des Rapides-des-Quinze situé à l’embouchure du lac des Quinze ;
- 25,1 km au sud-ouest du lac Simard ;
- 0,8 km au sud du centre du village de Latulipe-et-Gaboury ;
- 34,3 km à l’est du lac Témiscamingue ;
- 31,0 km au nord-est du centre-ville de Ville-Marie.

## Toponymie
Le mot McKenzie constitue un patronyme de famille d’origine anglaise. Le Bulletin de la Société de Géographie de Québec, Volume 10, No 1, 1916, page 57, mentionne sous la rubrique du canton de Gaboury que « ... dans les 2ème et 3ème rangs, la partie la plus cultivable se trouve entre les ruisseaux McKenzie et Timber. »
Le toponyme rivière McKenzie a été officialisé le 5 décembre 1968 à la Commission de toponymie du Québec, soit à la création de cette commission.